# Philippe Van Parijs
Philippe Van Parijs, född 23 maj 1951 i Bryssel, är en belgisk filosof och ekonom, främst känd som förespråkare av basinkomst (medborgarlön) och analytisk marxism. Van Parijs var en av grundarna av nätverket Basic Income European Network, numera Basic Income Earth Network. Van Parijs är professor vid ekonomifakulteten och i statsvetenskap vid Katholieke Universiteit Leuven. Han är även gästprofessor vid Harvard Universitys filosofiinstitution sedan 2004. 

## Studier
Van Parijs studerade filosofi, juridik, politisk ekonomi, sociologi och lingvistik vid Facultés universitaires Saint-Louis (Bryssel) och vid universiteten i Louvain, Oxford, Bielefeld och Berkeley. Han har doktorerat i samhällsvetenskap (Louvain, 1977) och filosofi (Oxford, 1980).

## Priser
Philippe Van Parijs erhöll år 2001  Francquipriset.